# SAHARA 福岡レゲエ魂 GREETINGS
SAHARA 福岡レゲエ魂 GREETINGS（さはらふくおかれげえたましいぐりーてぃんぐす)は2007年4月より8月までRKB毎日放送（RKBラジオ）他で放送されていた金曜夜の音楽番組である。

## 番組内容
毎年、海の中道海浜公園で開催される「福岡レゲエ魂」に出演する地元アーティストがパーソナリティとして出演し、フリートークや曲をかけて進行する番組。

## 放送時間
- RKBラジオ 金曜日 23:25～24:00（JST）
- 大分放送 月曜日 21:00～21:35(JST)
- 熊本放送 日曜日 26:30～27:05(JST)

## パーソナリティ
- 永松ケンシ
- 山口玲香

## スポンサー
- タイガー魔法瓶